# Sabine Taufmann
Sabine Taufmann (* 1962 in Berlin) ist eine deutsche Diplomatin und war von 2011 bis 2015 Botschafterin in Bahrain.

## Leben
Nach dem Abitur studierte Sabine Taufmann von 1980 bis 1984 Romanistik, Anglistik und Amerikanistik an der Freien Universität Berlin und war nach dem Abschluss des Studiums mit einem Diplom bis 1991 als Dolmetscherin und Übersetzerin tätig. 1991 trat sie in den auswärtigen Dienst ein und war nach Abschluss der Laufbahnprüfung von 1994 bis 1995 stellvertretende Referatsleiterin für Familien und Frauen in der Zentralabteilung des Auswärtigen Amtes tätig. Nach einer anschließenden Verwendung in der Politischen Abteilung der Botschaft in Russland war sie erst zwischen 1990 und 2000 im Referat für Wirtschafts- und Finanzpolitik sowie anschließend bis 2003 im Referat Naher Osten im Auswärtigen Amt in Berlin tätig.
Danach erfolgte ihre Ernennung zur Ständigen Vertreterin des Leiters der Ständigen Vertretung bei der Genfer Abrüstungskonferenz (UNCD), ehe sie zwischen 2006 und 2010 stellvertretende Leiterin des Referats für den Mittleren Osten und den Maghreb im Auswärtigen Amt war.
Nach dem Abschluss einer einjährigen Intensivsprachausbildung in Arabisch war Sabine Taufmann von 2011 bis 2015 Botschafterin in Bahrain als Nachfolgerin von Hubert Lang, der in den Ruhestand versetzt wurde. Taufmann wurde von Botschafter Alfred Simms-Protz abgelöst.
Sabine Taufmann ist verheiratet und Mutter von zwei Kindern.